# ویپرتی
ویپرتی (به لاتین: Vejprty) یک منطقهٔ مسکونی در جمهوری چک است که در شهرستان خوموتوف واقع شده‌است. ویپرتی ۳٬۲۸۵ نفر جمعیت دارد.